# Lamberto Leoni
Lamberto Leoni (Argenta, 1953. május 24. –) olasz autóversenyző.

## Pályafutása
1977-ben és 1978-ban összesen öt világbajnoki Formula–1-es versenyen vett részt. Mindössze egyszer, az 1978-as argentin nagydíjon ért el a futamon való induláshoz szükséges időeredményt. A futam huszonnyolcadik körében kiesett, miután meghibásodott a motor a versenyautójában.
Pályafutása nagy résztét különböző Formula–2-es és Formula–3-as sorozatokban töltötte, valamint évekig állandó résztvevője volt a nemzetközi Formula–3000-es széria futamainak is.

## Eredményei

### Teljes Formula–1-es eredménysorozata
(Táblázat értelmezése)

(Félkövér: pole-pozícióból indult; dőlt: leggyorsabb kört futott) 

| Év   | Csapat       | 1      | 2      | 3      | 4      | 5   | 6   | 7   | 8   | 9   | 10  | 11  | 12  | 13  | 14     | 15  | 16  | 17  | Helyezés | Pont |
| ---- | ------------ | ------ | ------ | ------ | ------ | --- | --- | --- | --- | --- | --- | --- | --- | --- | ------ | --- | --- | --- | -------- | ---- |
| 1977 | Team Surtees | ARG    | BRA    | RSA    | USW    | ESP | MON | BEL | SWE | FRA | GBR | GER | AUT | NED | ITA NK | USA | CAN | JPN | HN       | 0    |
| 1978 | Ensign       | ARG Ki | BRA Ki | RSA NK | USW NK | MON | BEL | ESP | SWE | FRA | GBR | GER | AUT | NED | ITA    | USA | CAN |     | HN       | 0    |

### Le Mans-i 24 órás autóverseny
| Év   | Csapat       | Autó      | Csapattárs      | Csapattárs    | Helyezés | Kiesés oka |
| ---- | ------------ | --------- | --------------- | ------------- | -------- | ---------- |
| 1988 | Italya Sport | March 87C | Anders Olofsson | Akio Marimoto | Kiesett  | Motorhiba  |

## Külső hivatkozások
- Profilja a grandprix.com honlapon (angolul)
- Profilja a driverdatabase.com honlapon (angolul)
- Profilja a statsf1.com honlapon (angolul)